# Haseleule

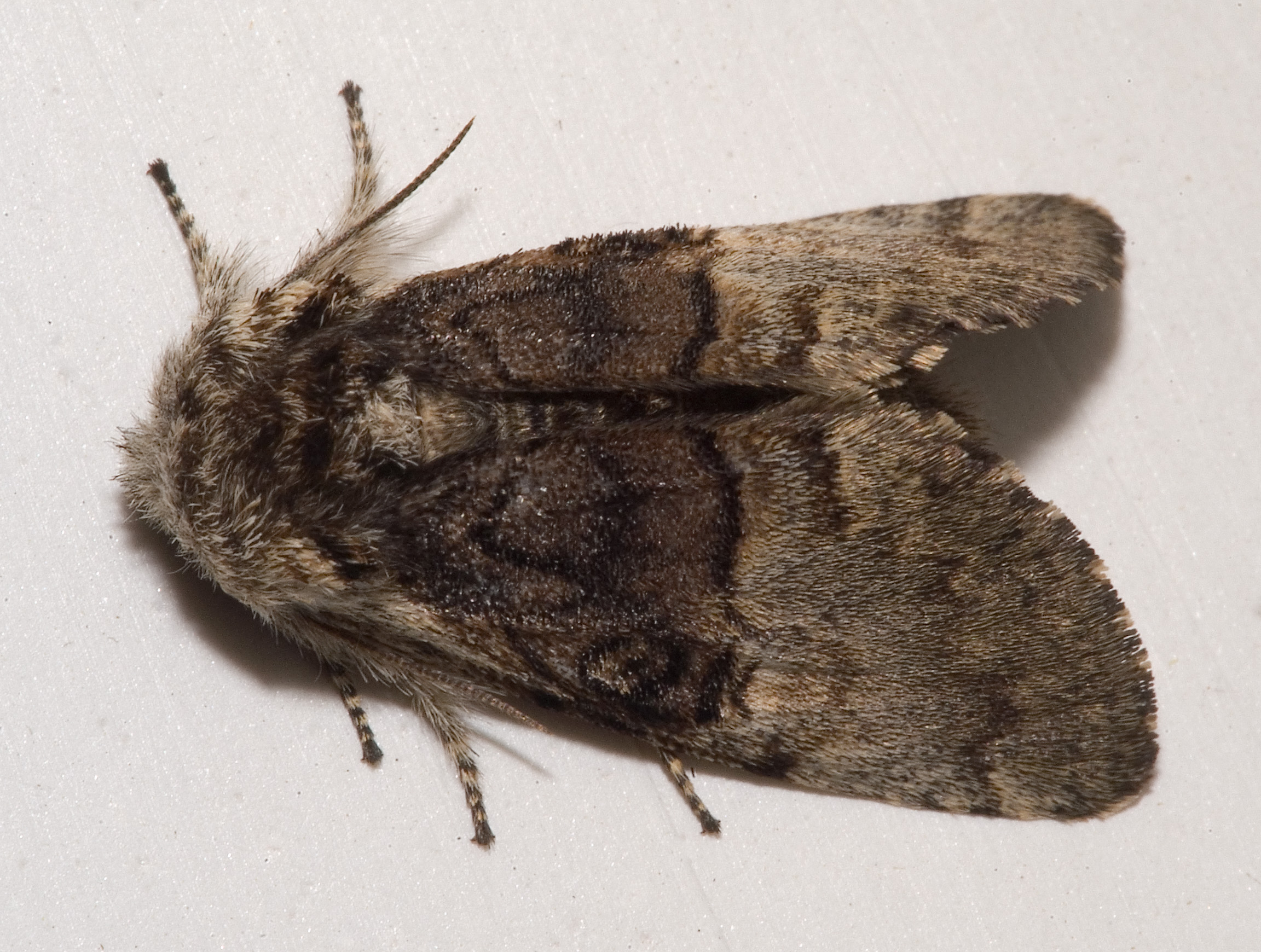
Haseleule

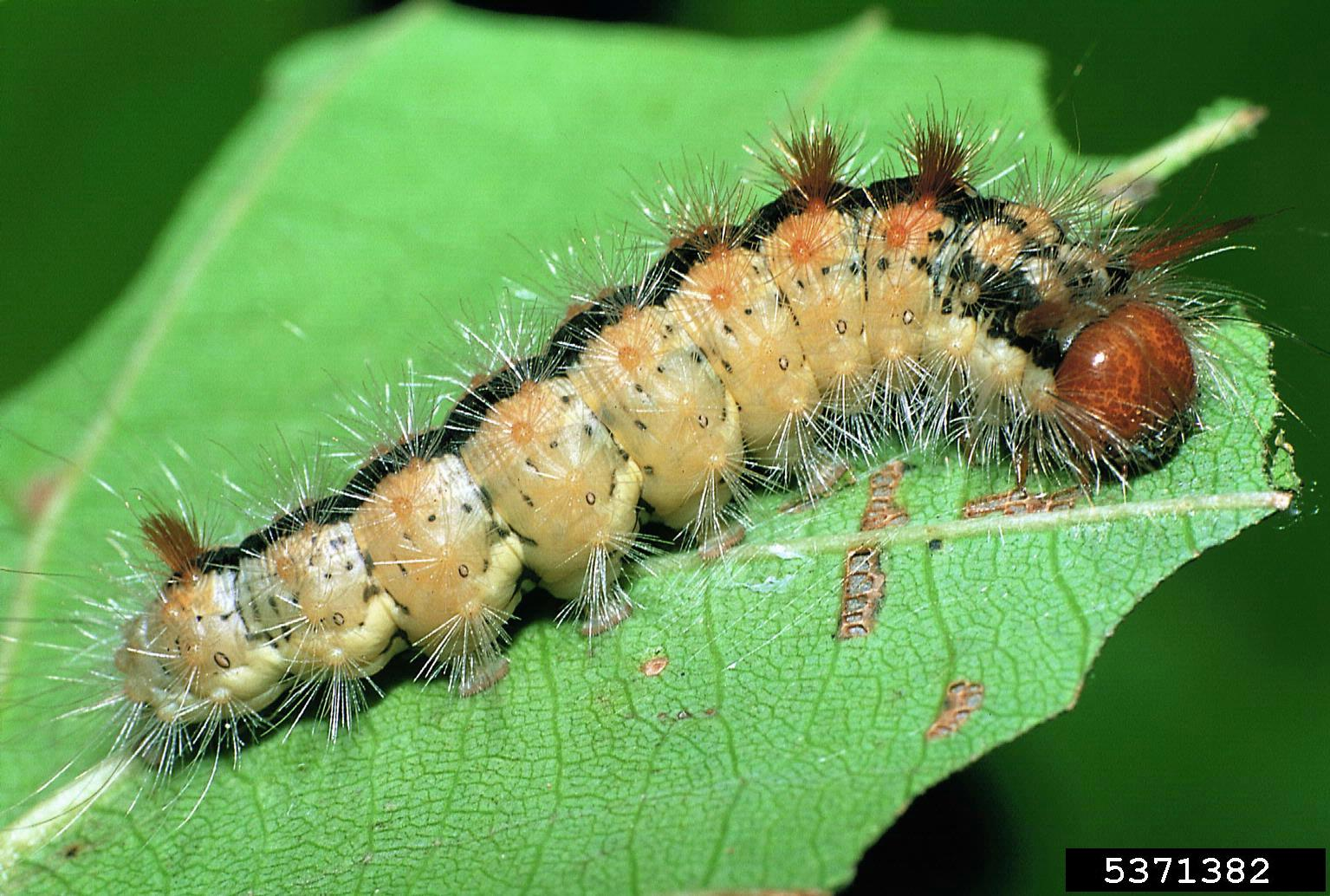
Larve

Die Haseleule (Colocasia coryli) ist ein Schmetterling (Nachtfalter) aus der Unterfamilie der Pantheinae innerhalb der Eulenfalter (Noctuidae).

## Merkmale
Die Falter erreichen eine Flügelspannweite von 32 bis 36 Millimetern. Der Kopf ist grau gefärbt, der Thorax dunkelgrau und das Abdomen schwarzgrau. Die Antennen sind bei den Männchen bipektinat (doppelt gekämmt), bei den Weibchen filiform (fadenförmig). Die Vorderflügel sind in der basalen Hälfte dunkelbraun und in der äußeren Hälfte, scharf abgegrenzt, hellgrau gefärbt. Die basale Hälfte kann auch hellgefärbt sein; solche Formen wurden früher als forma avellanae Huene, 1901 bezeichnet. Regional kann diese Aberration häufiger als die Normalform sein. Die schwarzen Querlinien sind wellig oder gezähnelt. Die Nierenmakel ist kaum entwickelt, schwarz und mit der äußeren Querlinie verschmolzen. Dagegen ist die elliptische Ringmakel schwarz umrandet mit einem kleinen zentralen schwarzen Fleck. Die Hinterflügel sind grau und werden zum Außenrand hin etwas dunkler. Der Diskalfleck ist kaum ausgebildet. Die Unterseite von Vorder- und Hinterflügel ist hellgrau mit einer undeutlichen äußeren Querlinie und einer undeutlichen Wellenlinie. Auch die Diskalflecke sind nur schwach entwickelt.
Das Ei ist kegelförmig mit abgeflachter Basis. Es ist weiß mit einem roten Band im oberen Teil. Die Oberfläche ist mit zahlreichen, kräftigen Längsrippen bedeckt.
Die Raupen werden ca. 35 Millimeter lang. Sie sind sehr variabel hellbraun, weißlich oder rötlich gefärbt und haben eine breite schwarze Rückenlinie. Auf dem zweiten Segment tragen sie zwei rotbraune oder schwarze, nach vorne gerichtete Haarbüschel, auf dem vierten, fünften und elften Segmenten finden sich ebenfalls solche, nur etwas kleinere Haarpinsel.
Die gedrungene Puppe ist glänzend hellrotbraun bis dunkelrotbraun mit einem kegelförmigen, am Ende gerundeten Kremaster, der kräftige, gekrümmte Borsten trägt. Die Oberfläche des Kremaster ist eigenartig gerunzelt.

## Geographische Verbreitung und Lebensraum
Die Haseleule ist nahezu in ganz Europa und Westasien verbreitet. Im Norden reicht das Verbreitungsareal bis Nordskandinavien, im Süden erstreckt sich die Verbreitungsgrenze über montane Lagen West- und Nordspaniens, Siziliens, Griechenlands und Kleinasiens. Im Osten erreicht das Verbreitungsgebiet den Baikalsee. Die Tiere findet man in Laubwäldern, Buschlandschaften und Parks. Sie sind weit verbreitet und häufig. In den Alpen steigt die Art bis auf 1600 m an.

## Lebensweise
Die Haseleule bildet in aller Regel zwei Generationen pro Jahr. Die Falter fliegen von April bis Juni und von Juli bis September. In kühleren Gegenden und im Norden wird nur eine Generation gebildet, deren Falter von Mai bis Juni fliegen.
Die jungen Raupen spinnen Blätter aneinander und verstecken sich dazwischen, die älteren Tiere sitzen auf der Unterseite der Blätter. Die Raupen ernähren sich von den Blättern verschiedener Laubbäume. Man findet sie vor allem auf Hainbuche (Carpinus betulus), Gemeine Hasel (Corylus avellana), Rotbuche (Fagus sylvatica) und Stieleiche (Quercus robur), aber auch auf anderen Arten der Gattungen Birken (Betula), Eichen (Quercus), Buchen (Fagus), Erlen (Alnus), Pappeln (Populus), Weiden (Salix), Äpfel (Malus), Prunus, Weißdorn (Crataegus), Ahorne (Acer) und Eschen (Fraxinus).
Die Verpuppung erfolgt in einem leichten, hellen Gespinst. Die Art überwintert als Puppe, die Falter schlüpfen im Frühling.